# بامباري
بامباري (بالفرنسية: Bambari )‏ هي مدينة، تتبع محافظة أواكا، هي عاصمة محافظة أواكا، بلغ عدد سكانها 41٬356 نسمة.

## المناخ
يظهر الجدول التالي التغييرات المناخية على مدار السنة لبامباري:
| البيانات المناخية لـبامباري              | البيانات المناخية لـبامباري | البيانات المناخية لـبامباري | البيانات المناخية لـبامباري | البيانات المناخية لـبامباري | البيانات المناخية لـبامباري | البيانات المناخية لـبامباري | البيانات المناخية لـبامباري | البيانات المناخية لـبامباري | البيانات المناخية لـبامباري | البيانات المناخية لـبامباري | البيانات المناخية لـبامباري | البيانات المناخية لـبامباري | البيانات المناخية لـبامباري |
| الشهر                                    | يناير                       | فبراير                      | مارس                        | أبريل                       | مايو                        | يونيو                       | يوليو                       | أغسطس                       | سبتمبر                      | أكتوبر                      | نوفمبر                      | ديسمبر                      | المعدل السنوي               |
| ---------------------------------------- | --------------------------- | --------------------------- | --------------------------- | --------------------------- | --------------------------- | --------------------------- | --------------------------- | --------------------------- | --------------------------- | --------------------------- | --------------------------- | --------------------------- | --------------------------- |
| متوسط درجة الحرارة الكبرى °م (°ف)        | 33.7 (92.7)                 | 35.3 (95.5)                 | 34.7 (94.5)                 | 32.4 (90.3)                 | 31.4 (88.5)                 | 30.5 (86.9)                 | 29.2 (84.6)                 | 29.7 (85.5)                 | 30.3 (86.5)                 | 31. (88)                    | 32.4 (90.3)                 | 33.1 (91.6)                 | 32.0 (89.6)                 |
| المتوسط اليومي °م (°ف)                   | 25.3 (77.5)                 | 27.1 (80.8)                 | 27.5 (81.5)                 | 26.4 (79.5)                 | 25.8 (78.4)                 | 25.1 (77.2)                 | 24.4 (75.9)                 | 24.6 (76.3)                 | 24.7 (76.5)                 | 25.1 (77.2)                 | 24.7 (76.5)                 | 24.2 (75.6)                 | 25.4 (77.7)                 |
| متوسط درجة الحرارة الصغرى °م (°ف)        | 16.9 (62.4)                 | 19 (66)                     | 20.4 (68.7)                 | 20.5 (68.9)                 | 20.2 (68.4)                 | 19.7 (67.5)                 | 19.7 (67.5)                 | 19.5 (67.1)                 | 19.2 (66.6)                 | 19.2 (66.6)                 | 17.1 (62.8)                 | 15.3 (59.5)                 | 18.9 (66.0)                 |
| الهطول مم (إنش)                          | 10 (0.4)                    | 30 (1.2)                    | 80 (3.1)                    | 105 (4.1)                   | 174 (6.9)                   | 171 (6.7)                   | 194 (7.6)                   | 221 (8.7)                   | 228 (9.0)                   | 209 (8.2)                   | 41 (1.6)                    | 8 (0.3)                     | 1٬471 (57.8)                |
| المصدر: Climate-Data.org, altitude: 442m |                             |                             |                             |                             |                             |                             |                             |                             |                             |                             |                             |                             |                             |